# Târnava (companie)
Târnava Sighișoara este o companie producătoare de confecții din România.
A fost înființată în 1949, iar în anul 1996 a fost privatizată cu capital întreg românesc..
Portofoliul de produse al firmei cuprinde cămăși pentru tineret, bluze de damă clasice, tricouri, fuste, vește și rochii.
Acționarii companiei sunt Asociația Târnava PAS cu 59,31% din titluri, restul de 40,69% din titluri aflându-se în posesia altor acționari.
În ianuarie 2010, compania deținea două magazine la Sighișoara, câte unul în Brașov, Cluj Napoca, Târgu Mureș, Alba Iulia și Bistrița.
Ponderea cea mai mare a exporturilor se realizează cu clienții din Italia (Benetton, MaxMara, Trussardi), respectiv Germania (Hauber, Luisa Cerano, Wappen, Toni Dress).
Pe piața internă unul dintre colaboratori este operatorul aerian deținut de stat, Tarom.
Târnava este unul dintre puținele businessuri românești care dețin o filială proprie în Germania, la Nordhorn.

## Istoric
Înainte de Revoluție, cămășile produse la Sighișoara erau considerate un lux pentru majoritatea românilor.
Cea mai mare parte a producției era exportată în Occident sau în fosta URSS.
Totuși, mașinile secretarilor PCR făceau coadă la poarta întreprinderii ca să obțină cămăși pentru tovarășii din București.
Multe dintre cămășile refuzate la export ajungeau în magazinele din Sighișoara, Târgu-Mureș și Cluj-Napoca, unde erau vândute "pe sub mână".
Pachete cu cele mai frumoase cămăși erau trimise, în fiecare an, chiar familiei Ceaușescu.
Elena Ceaușescu a purtat cu mândrie, la reuniuni importante, cămășile de damă fabricate în Ardeal.

## Rezultate financiare
Număr de angajați:
- 2014: 230 [6]
- 2012: 345 [2]
- 2006: 891 [3]
- 2005: 941 [3]

Cifra de afaceri:
- 2011: 2,3 milioane euro [2]
- 2010: 2 milioane euro [2]
- 2009: 2,1 milioane euro [3][7]
- 2008: 3,4 milioane euro [4]
- 2007: 4,3 milioane euro [8]
- 2006: 4,8 milioane euro [5]
- 2005: 4,5 milioane euro [9]